# ТЕС Марсат-Ель-Хаджадж
ТЕС Марсат-Ель-Хаджадж (Marsat El Hadjadj) — теплова електростанція на північному заході Алжиру, споруджена на узбережжі Середземного моря в районі Bethioua неподалік від заводу із виробництва зрідженого природного газу Арзу ЗПГ.
Первісно ТЕС складалась із п'яти однотипних парових блоків потужністю по 168 МВТ, введених в експлуатацію у 1982 (перший), 1983 (другий та третій), 1990 та 1991 (два останні). На початку 21 століття енергоблоки станції стали проходити процедуру відновлення — так, у 2008-му провели роботи на другому і третьому, а в 2012 році найняли італійську компанію CPL CONCORDIA для капітального ремонту енергоблоку № 5.
В той же час, у 2007-му станцію підсилили газотурбінною чергою потужністю 200 МВт, що складалась із 8 турбін GE-Thomassen 5001PTG по 25 МВт, які перемістили з площадки ТЕС Мсіла (на останню вони в свою чергу були постачені ще у 1980-х роках).  Таке рішення дозволило значно скоротити час, необхідний на введення нових потужностей.
Як паливо використовують природний газ, що надходить по перемичці від газотранспортного коридору Хассі-Р'Мель – Арзу.